# La pasión turca
Pour plus de détails, voir Fiche technique et Distribution.
La pasión turca est un film espagnol réalisé par Vicente Aranda, sorti en 1994.

## Fiche technique
- Titre : La pasión turca
- Réalisation : Vicente Aranda
- Scénario : Vicente Aranda d'après le roman d'Antonio Gala
- Photographie : José Luis Alcaine
- Musique : José Nieto
- Pays d'origine : Espagne
- Genre : drame
- Durée : 112 minutes
- Date de sortie : 1994

## Distribution
- Ana Belén : Desideria
- Georges Corraface : Yamán
- Ramon Madaula : Ramiro
- Sílvia Munt : Laura
- Helio Pedregal : Arturo
- Blanca Apilánez : Felisa
- Francis Lorenzo : Marcelo
- Loles León : Paulina
- Laura Mañá : Blanche
- Patrick Guillemin : Denís
- Claude Brosset : Hombre Gordo
- Jordi Dauder : Gynécologue